# Злочин (фільм, 2006)
«Злочин» — фільм 2006 року.

## Зміст
Життя Вінсента зупинилося зі смертю дружини і він одержимий пошуком убивці. Його сусідка Еліс переконана, що вона може зробити його щасливим. Вона вирішує підставити водія таксі, аби Вінсент міг здійснити помсту і забути минуле. Та не буває ідеального злочину.